# Saalachtaler Höhenweg
Der Saalachtaler Höhenweg ist eine etwa fünfstündige Höhenwanderung im Salzburger Teil der Kitzbüheler Alpen zwischen Leogang und Saalfelden. 
Der Weg verläuft entlang der Bergkette, die das Glemmtal im Süden vom Leoganger Tal im Norden trennt.
Von der Asitzhütte bei der Bergstation der Asitzbahn (1752 m) im Süden von Leogang verläuft der markierte Wanderweg nach Südwesten zum 1914 m hohen Asitzkopf. Anschließend führt er über den 1888 m hohen Schabergkogel und den 1853 m Geierkogel nach Osten zum 1875 m hohen Haiderbergkogel. Über den 1764 m hohen Durchenkopf, das 1616 m hohe Weikersbacherköpfl, den 1541 m hohen Weikersbacher Kopf und den Biberg setzt er sich zur Bergstation Huggenbergalm oberhalb von Saalfelden fort. Von hier ist die Talfahrt mit der Seilbahn oder einer Sommerrodelbahn möglich.
Eine Variante des Weges beginnt bei der Gipfelstation der Kohlmaisbahn am Kohlmaiskopf (1794 m) oberhalb von Saalbach und führt über den 1910 m hohen Wildenkarkogel zum Asitzkopf. Diese Variante nimmt etwa eine Stunde mehr in Anspruch.